# 자야마치역
자야마치역(일본어: 茶屋町駅)은 일본 오카야마현 구라시키시에 위치한 서일본 여객철도의 철도역이다. 우노 선의 소속역이며, 이 역을 기점으로 하는 혼시비산 선등 2개의 노선이 운행되고 있다. 단선 · 섬식의 형태를 합친 2면 3선 구조의 복합 승강장을 갖춘 고가역이다.

## 타는 곳
| 1     | ■ 세토대교 선 ■ 우노미나토 선 | 상행 | 오카야마 방면        |                 |
| 2 · 3 | ■ 우노미나토 선               | 하행 | 우노 방면            | 일부 4번 승강장 |
| 4     | ■ 세토대교 선                 | 하행 | 고지마 · 시코쿠 방면 |                 |

## 이용 현황
| 승차 인원 추이 | 승차 인원 추이 |
| 연도           | 1일 평균       |
| -------------- | -------------- |
| 1999           | 3,554          |
| 2000           | 3,684          |
| 2001           | 3,673          |
| 2002           | 3,615          |
| 2003           | 3,567          |
| 2004           | 3,541          |
| 2005           | 3,534          |
| 2006           | 3,509          |
| 2007           | 3,609          |
| 2008           | 3,581          |
| 2009           | 3,471          |
| 2010           | 3,494          |
| 2011           | 3,537          |
| 2012           | 3,545          |
| 2013           | 3,602          |
| 2014           | 3,605          |

## 역 주변
- 구라시키 시청 자야마치 지소
- 구라시키 검도 미술관
- 이소자키 민키 기념관

## 인접 역
| 서일본 여객철도 혼시비산 선 | 서일본 여객철도 혼시비산 선 | 서일본 여객철도 혼시비산 선   |
| --------------------------- | --------------------------- | ----------------------------- |
| 시·종착역                   | ■ 세토대교 선               | 우에마쓰 고지마 · 우타즈 방면 |
| 서일본 여객철도 우노 선     |                             |                               |
| 구구하라 오카야마 방면      | ■ 우노미나토 선             | 히코사키 우노 방면            |